# Memorial (álbum)
Memorial é o sétimo álbum da banda portuguesa Moonspell lançado em 2006. Traz mais influências do heavy metal tradicional, mantendo a sonoridade gótica da banda.
A 16 de Janeiro de 2007, Memorial foi certificado ouro pela Associação Fonográfica Portuguesa pela venda de 10 mil cópias em Portugal. Era a primeira vez que uma banda portuguesa de heavy metal atingiu este feito.
É tido, tanto por fãs como pela critica, como sendo o melhor álbum da banda, e a sua estreia foi feita com o álbum a entrar directamente para o 1º lugar das tabelas de vendas Portuguesas.

## Faixas
| N.             | Título                                                                    | Duração |
| -------------- | ------------------------------------------------------------------------- | ------- |
| 1.             | "In Memoriam"                                                             | 01:25   |
| 2.             | "Finisterra"                                                              | 04:08   |
| 3.             | "Memento Mori"                                                            | 04:27   |
| 4.             | "Sons of Earth"                                                           | 01:51   |
| 5.             | "Blood Tells"                                                             | 04:08   |
| 6.             | "Upon the Blood of Men"                                                   | 04:55   |
| 7.             | "At the Image of Pain"                                                    | 04:21   |
| 8.             | "Sanguine"                                                                | 05:50   |
| 9.             | "Proliferation"                                                           | 02:39   |
| 10.            | "Once It Was Ours!"                                                       | 04:53   |
| 11.            | "Mare Nostrum"                                                            | 01:56   |
| 12.            | "Luna"                                                                    | 04:42   |
| 13.            | "Best Forgotten" (12:47 inclui a faixa escondida, "the Sleep of the Sea") | 06:47   |
| Duração Total: | Duração Total:                                                            | 52:02   |

Faixa bónus da edição limitada
| N.             | Título         | Duração |
| -------------- | -------------- | ------- |
| 14.            | "Atlantic"     | 12:43   |
| Duração Total: | Duração Total: | 64:45   |

Faixa bónus da edição Portuguesa
| N.             | Título          | Duração |
| -------------- | --------------- | ------- |
| 14.            | "Phantom North" | 11:49   |
| Duração Total: | Duração Total:  | 63:51   |

## Artistas
- Fernando Ribeiro - vocais
- Mike Gaspar - bateria
- Pedro Paixão - teclados, samples, guitarras
- Ricardo Amorim - teclados, guitarras

### Músicos adicionais
- Waldemar Sorychta - baixo
- Raimund Gitsels - violino
- Birgit Zacher - vocais femininos em "Luna" e "Sanguine"
- Big Boss - vocais em "para a imagem da dor"

### Produção
- Wojtek Blasiak - artwork, disposição
- Adriano Esteves - arte da capa, disposição
- Dennis Koehne - assistente de engenharia
- Siggi Bemm - assistente de engenharia
- Waldemar Sorychta - produtor, mistura, engenharia
- Paulo Moreira - fotografia